# Guilherme Hamelmann
Guilherme de Almeida Hamelmann (Rio de Janeiro, 9 de março de 1987) é um velejador brasileiro.
Como um dos representantes do país nos Jogos Pan-americanos de 2011, em Guadalajara, no México, ganhou a medalha de ouro na classe J24, junto com Maurício Oliveira,Alexandre Saldanha e Daniel Santiago.